# Lewis Neal
Lewis Neal est un footballeur anglais né le 14 juillet 1981 à Leicester. Il joue au poste de milieu de terrain.

## Biographie
Début 2012, Neal réalise un essai infructueux avec le Real Salt Lake. Il s'engage finalement avec un autre club de MLS, le D.C. United, le 13 mars 2012.
Après trois saisons à Washington, Neal retrouve la Floride et le Orlando City SC pour sa première saison en MLS via le processus de repêchage d'expansion.

## Palmarès
- Orlando City SC: Champion de USL Pro en 2011
- D.C United: Vainqueur de la Coupe des États-Unis 2013